# Clyde Edwards-Helaire
(en) Statistiques sur pro-football-reference
Clyde Edwards-Helaire, né le 11 avril 1999 à Baton Rouge, en Louisiane, est un sportif professionnel américain de football américain jouant au poste de running back dans la National Football League (NFL) depuis la saison 2020.
Sélectionné par les Chiefs de Kansas City lors de la draft 2020 de la NFL, il y reste quatre saison et rejoint ensuite en décembre 2024 les Saints de La Nouvelle-Orléans.

## Carrière universitaire
Edwards-Helaire joue au niveau universitaire pour les Tigers de l'université d'État de Louisiane à Alexandria au sein de la NCAA Division I FBS de 2017 à 2020. Il y remporte le titre national en 2019. Au terme de cette saison, il est également sélectionné dans la première équipe de la Southeastern Conference (SEC).

## Carrière professionnelle

### Draft
Edwards-Helaire est sélectionné en 32e choix global lors du premier tour de la draft 2020 de la NFL par la franchise des Chiefs de Kansas City, champions en titre.

### Kansas City
Le running back titulaire des Chiefs, Damien Williams, décide de ne pas participer à la saison 2020 pour rester au chevet de sa mère, atteinte d'un cancer. Edwards-Helaire le remplace et devient le titulaire à ce poste. Lors de sa première rencontre professionnelle, une victoire face aux Texans de Houston, Edwards-Helaire gagne en 25 courses un total de 138 yards et inscrit un touchdown. Avec 161 yards gagnés en 26 courses lors de la victoire en 6e semaine sur les Bills de Buffalo, il établit son record de yards gagnés à la course en un match .
Edwards-Helaire est désigné titulaire au début de la saison 2022. Cependant, le rookie Isiah Pacheco réussit de bons matchs et devient titulaire au poste de running back dès la 7e semaine de compétition,.
Il signe une prolongation de contrat d'un an avec les Chiefs le 8 avril 2024 mais ceux-ci le placent sur la liste des réservistes non apte à jouer pour motifs autre que médicaux avant le premier match de la saison.
Activé le 15 octobre, il est libéré le 16 décembre 2024 par les Chiefs.

### La Nouvelle-Orléans
Deux jours plus tard, Edwards-Helaire signe avec les Saints de La Nouvelle-Orléans pour y intégrer leur équipe d'entraînement.
À la suite des blessures d'Alvin Kamara et de Kendre Miller (en), il est incorporé dans l'effectif principal pour le dernier match de la saison contre les Raiders de Los Angeles et y effectue cinq courses et deux réceptions pour un gain total de 30 yards.

## Statistiques
| Année       | Équipe        | Statut      | MJ |     | Courses | Courses | Courses | Courses |       | Passes réceptionnées | Passes réceptionnées | Passes réceptionnées | Passes réceptionnées |
| Année       | Équipe        | Statut      | MJ | Nb. | Yards   | Moy.    | TD      | Nb.     | Yards | Moy.                 | TD                   |                      |                      |
| 2017        | Tigers de LSU | Fr.         | 10 | 09  | 031     | 3,4     | 0       | 03      | 046   | 15,3                 | 0                    |                      |                      |
| 2018        | Tigers de LSU | So.         | 13 | 146 | 0658    | 4,5     | 07      | 11      | 096   | 08,7                 | 0                    |                      |                      |
| 2019        | Tigers de LSU | Jr.         | 15 | 215 | 1 414   | 6,6     | 16      | 55      | 453   | 08,2                 | 1                    |                      |                      |
| Totaux NCAA | Totaux NCAA   | Totaux NCAA | 38 | 370 | 2 103   | 5,7     | 23      | 69      | 595   | 08,6                 | 1                    |                      |                      |

| Taille                 | Poids           | Bras          | Main             | Sprint   | Sprint   | Sprint   | Shuttle 20 yards | 3 cones drill | Détente          | Détente             | Développé couché | Test Wonderlic |
| Taille                 | Poids           | Bras          | Main             | 40 yards | 10 yards | 20 yards | Shuttle 20 yards | 3 cones drill | verticale        | horizontale         | Développé couché | Test Wonderlic |
| 1,71 m (5 ft 7 1/4 in) | 94 kg (207 lbs) | 74 cm (29 in) | 24 cm (9 5/8 in) | 4,60 s   | 1,60 s   | 2,68 s   | -                | -             | 100 cm (39,5 in) | 3,12 m (10 ft 3 in) | 15               | -              |

| Année      | Équipe                | MJ |              | Courses      | Courses      | Courses      | Courses           |                   | Passes réceptionnées | Passes réceptionnées | Passes réceptionnées | Passes réceptionnées |  | Fumbles | Fumbles |
| Année      | Équipe                | MJ | Nb.          | Yards        | Moy.         | TD           | Nb.               | Yards             | Moy.                 | TD                   | Nb.                  | Perdus               |  |         |         |
| 2020       | Chiefs de Kansas City | 13 | 181          | 803          | 4,4          | 4            | 36                | 297               | 8,3                  | 1                    | 0                    | 0                    |  |         |         |
| 2021       | Chiefs de Kansas City | 10 | 119          | 517          | 4,3          | 4            | 19                | 129               | 6,8                  | 2                    | 2                    | 2                    |  |         |         |
| 2022       | Chiefs de Kansas City | 10 | 071          | 302          | 4,3          | 3            | 17                | 151               | 8,9                  | 3                    | 0                    | 0                    |  |         |         |
| 2023       | Chiefs de Kansas City | 15 | 070          | 223          | 3,2          | 1            | 17                | 188               | 11,1                 | 1                    | 0                    | 0                    |  |         |         |
| 2024       | Chiefs de Kansas City | 0  | N'a pas joué | N'a pas joué | N'a pas joué | N'a pas joué | Raison personelle | Raison personelle | Raison personelle    | Raison personelle    | -                    | -                    |  |         |         |
| Totaux NFL | Totaux NFL            | 48 | 441          | 1 845        | 4,2          | 12           | 89                | 765               | 8,6                  | 7                    | 2                    | 2                    |  |         |         |

| Année      | Équipe                | MJ |              | Courses      | Courses      | Courses      | Courses |        | Passes réceptionnées | Passes réceptionnées | Passes réceptionnées | Passes réceptionnées |  | Fumbles | Fumbles |
| Année      | Équipe                | MJ | Nb.          | Yards        | Moy.         | TD           | Nb.     | Yards  | Moy.                 | TD                   | Nb.                  | Perdus               |  |         |         |
| 2020       | Chiefs de Kansas City | 2  | 15           | 71           | 4,7          | 1            | 3       | 23     | 7,7                  | 0                    | 0                    | 0                    |  |         |         |
| 2021       | Chiefs de Kansas City | 2  | 13           | 96           | 7,4          | 0            | 2       | 13     | 6,5                  | 0                    | 0                    | 0                    |  |         |         |
| 2022       | Chiefs de Kansas City | -  | N'a pas joué | N'a pas joué | N'a pas joué | N'a pas joué | Blessé  | Blessé | Blessé               | Blessé               | -                    | -                    |  |         |         |
| 2023       | Chiefs de Kansas City | 4  | 11           | 53           | 4,8          | 0            | 4       | 07     | 1,8                  | 1                    | 1                    |                      |  |         |         |
| Totaux NFL | Totaux NFL            | 8  | 39           | 220          | 5,6          | 1            | 9       | 43     | 4,8                  | 0                    | 0                    | 0                    |  |         |         |